# José González Pintado y Hermoso
José González Pintado y Hermoso (Madrid, 1864 - 29 d'agost de 1936) fou un polític espanyol, diputat i senador a les Corts Espanyoles durant la restauració borbònica.
Membre del Partit Liberal Fusionista, fou elegit diputat pel districte d'Albocàsser a les eleccions generals espanyoles de 1898. Posteriorment fou conseller del Banc d'Espanya fins poc abans de la seva mort i senador per la província de Sòria el 1905-1907.